# Neurowetenschap
Neurowetenschap is de wetenschap die zich bezighoudt met alle aspecten van het zenuwstelsel. Het is een relatief jong vakgebied binnen de natuurwetenschappen, met verschillende specialisaties, bijvoorbeeld de neurofysiologie en de neuroanatomie, die onderling echter nauw samenhangen.
Basisprincipes van de neurowetenschap liggen op moleculair en cellulair niveau, maar ook de functionele anatomie van het zenuwstelsel, vooral met betrekking tot waarneming en beweging, behoort hiertoe. Gedrag en cognitie worden op neuraal niveau bekeken. Ook de genetica is belangrijk in de neurowetenschap.
De vijf centrale vragen die de neurowetenschap zich stelt, zijn volgens Eric Kandel:
1. Hoe ontwikkelen de hersenen zich tot hun volwassen staat?
2. Hoe communiceren hersencellen met elkaar?
3. Hoe beïnvloeden  verschillende verbindingen (synapsen) tussen zenuwcellen het gedrag, de zintuiglijke waarneming?
4. Hoe beïnvloeden op hun beurt de ervaringen van een individu de synapsen in een hersengebied, en de verbindingen tussen de verschillende hersengebieden ?
5. In welke zin verschillen zieke hersenen (en dus de verbindingen tussen hun hersencellen) van gezonde hersenen?

## Geschiedenis van de neurowetenschap

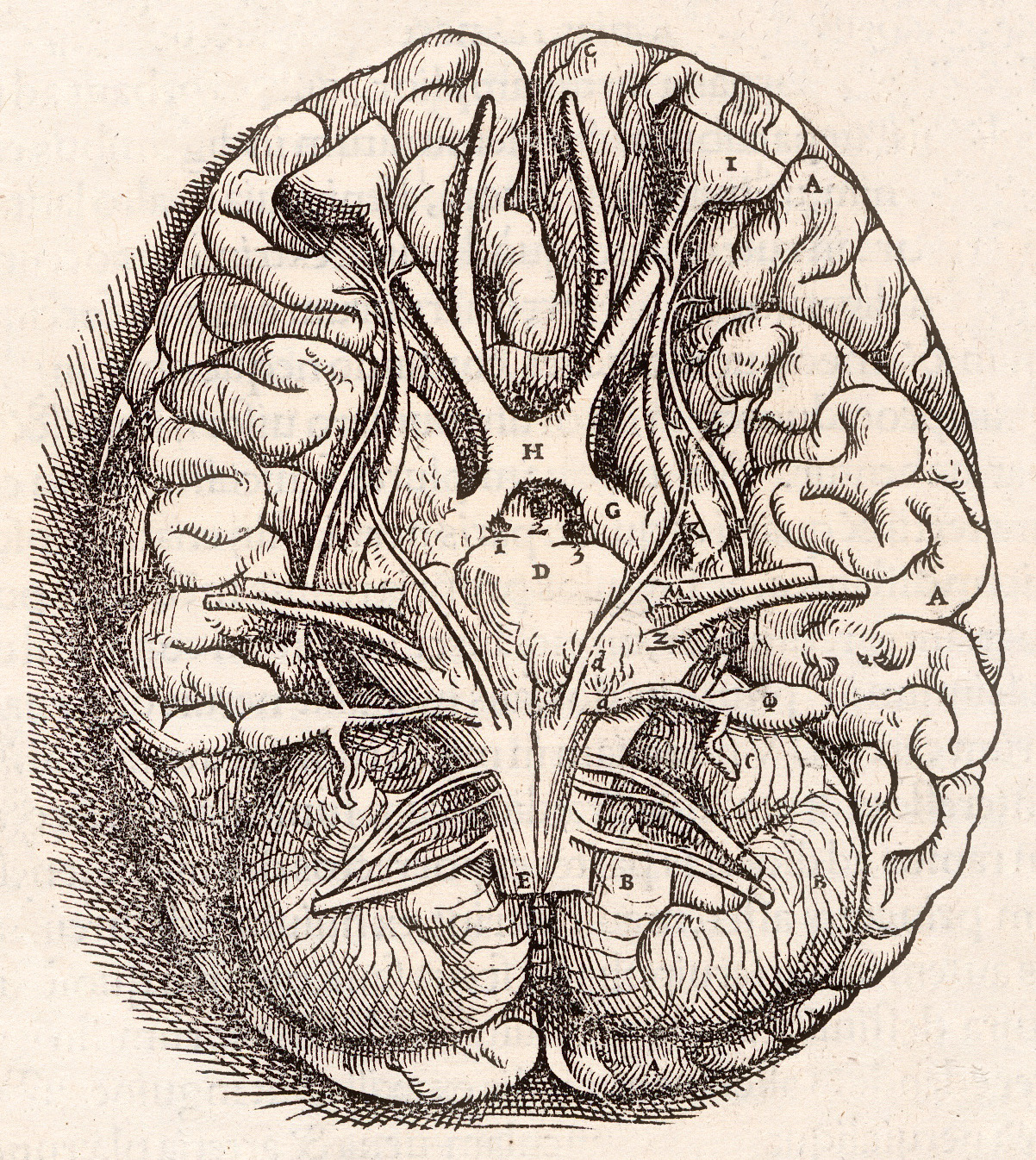
Uit Fabrica van Vesalius - Basis van de hersenen

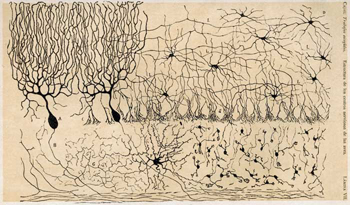
Tekening van zenuwcellen in het cerebellum van een kip door Ramón y Cajal

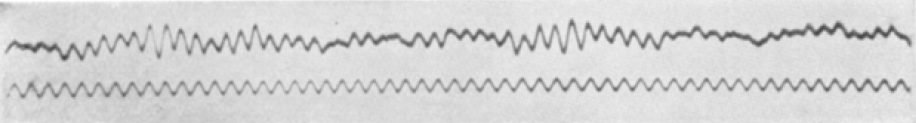
De eerste EEG-opname

De hersenen worden al bestudeerd sinds de oudheid. Zo zijn er aanwijzingen dat er in het Oude Egypte hersenoperaties werden uitgevoerd,  zogenaamde schedeltrepanaties.
De oude Grieken hadden verschillende opvattingen over de hersenen. Hippokrates geloofde dat de hersenen de zetel zijn van de intelligentie. Aristoteles dacht dat de hersenen een koelsysteem waren voor het bloed. Volgens hem was het hart de zetel van de intelligentie. Zijn redenering was als volgt: mensen zijn rationeler dan beesten omdat ze een relatief groter brein hebben om hun bloed af te doen koelen.
Tijdens het Romeinse Rijk ontleedde de anatoom Galenus schapenhersenen. Uit het feit dat de kleine hersenen compacter zijn dan de grote hersenen concludeerde hij dat zij de bewegingen van spieren zouden moeten aansturen. De grote hersenen zouden dan de plek zijn waar gevoelens worden verwerkt, omdat ze zacht zijn. Een andere hypothese van Galenus was dat de hersenen kunnen functioneren door de beweging van vloeistof door de ventrikels.
Rond het midden van de 17e eeuw werd grote vooruitgang geboekt op het gebied van de neuroanatomie door de Engelse anatoom Thomas Willis en de Vlaamse anatoom Andreas Vesalius en vele anderen. Zij ontkrachtten veel ideeën van Galenus en verhelderden vele feiten over de macrostructuur van menselijke en dierlijke hersenen.
In de 18e eeuw toonde werk van Luigi Galvani aan dat het elektrisch stimuleren van een bepaalde zenuw van een ontlede kikker beweging tot stand brengt in de aangehechte spier. Galvani's werk heeft in de 19e eeuw geleid tot de ontdekking van membraanpotentialen en actiepotentialen.
Wetenschappers uit de 19e eeuw vroegen zich af of gebieden in de hersenen overeenkomen met specifieke functies, of dat de hersenen als één geheel functioneren. Werk van Paul Pierre Broca, Karl Wernicke en Korbinian Brodmann liet uiteindelijk zien dat bepaalde gebieden van de hersenen overeenkomen met bepaalde functies. Hun werk toonde ook aan dat sommige functies, zoals spraak, lateraliseren; dat wil zeggen dat deze functies bestuurd worden door één hersenhelft, in plaats van allebei.
De Italiaanse neurowetenschapper Angelo Mosso vond in de jaren 1880 de balans voor de menselijke circulatie uit om de herverdeling van bloed tijdens emotionele en intellectuele activiteiten niet-invasief te meten.  De details van deze balans en de door Mosso uitgevoerde experimenten, hoewel slechts kort vermeld door William James in 1890, grotendeels onbekend bleven tot de ontdekking van de originele Mosso-rapporten door Stefano Sandrone en collega's.
In de 20e eeuw heeft het werk van Santiago Ramón y Cajal en Camillo Golgi de basis gelegd voor het bestuderen van individuele neuronen in de hersenen. Camillo Golgi ontwikkelde een nieuwe methode om neuronen te kleuren (golgikleuring) en hierdoor werd de volledige structuur van het neuron zichtbaar onder een microscoop. Hij kon de structuur van het neuron al bestuderen: het neuron bestaat uit een axon aan een uiteinde en dendrieten aan het andere uiteinde met daartussen het cellichaam of soma van het neuron. Deze ontdekking leidt tot de neurondoctrine: het principe dat individuele neuronen de "bouwstenen" zijn van de hersenen. Charles Scott Sherrington en Edgar Douglas Adrian hebben de bestuderingsmethoden uitgebreid met een nieuwe techniek die gebruikmaakt van elektroden. Neurotransmitters zijn ontdekt door een aantal wetenschappers, waaronder Otto Loewi, Henry Hallett Dale, Arvid Carlsson en vele anderen. Neurotransmitters zijn verantwoordelijk voor het overbrengen van een signaal van één neuron naar een ander.
In 1929 nam de Duitse arts Hans Berger de eerste elektrische potentialen van levende hersenen op. Zijn techniek, bekend als elektro-encefalografie of EEG, was de eerste manier om signalen van levende hersenen op te vangen tijdens het verrichten van normale functies.

## Neurowetenschap in de publieke sfeer
Sinds de jaren negentig vertoont de neurowetenschap een sterke groei, ook wel aangeduid als het 'decade van de hersenen'. De popularisering van de neurowetenschap, onder andere door toedoen van de media, heeft geleid tot een grote belangstelling voor 'breinkennis' ook onder de niet professionele bevolking. Dit blijkt onder andere uit belangstelling voor thema's als: het verbeteren van de capaciteit van de hersenen (breintraining), optimalisering van de ontwikkeling van de hersenen van kinderen, de mogelijk biologische oorzaken van verschillen tussen categorieën mensen (man-vrouw verschillen, normaal-abnormaal gedag) en herseneigenschappen als bewijs van bepaald gedrag zoals gokverslaving, goed leiderschap, pubergedrag, religieuze ervaringen. Informatie verstrekt in de media blijkt bij verwijzing naar breinkennis de geloofwaardigheid van de verstrekte informatie te vergroten, zelfs al is de breinkennis niet direct relevant. Soms is daarbij ook sprake van vervorming van onderzoeksresultaten of overdrijving van de maatschappelijke implicaties.

## Moderne neurowetenschap
Door de beschikbaarheid van steeds snellere en krachtigere computers is de moderne neurowetenschap in een stroomversnelling terechtgekomen. Neurowetenschappers gebruiken talloze verschillende invalshoeken om de hersenen te bestuderen, van moleculen tot hele systemen. Er is veel nieuwe kennis vergaard over de elektrofysiologische eigenschappen van verschillende typen neuronen en de manier waarop zij reageren op neurotransmitters. Miguel Nicolelis introduceerde multi-elektrode-opnametechnieken waarmee live-opnames gemaakt kunnen worden van de elektrische activiteit van neuronen in een kweek. Hij slaagde er ook in signalen van de hersenen van een aap via implantaten op te vangen en via deze weg de aap een robotarm te laten besturen, terwijl de aap zat te spelen met de niet meer aangesloten joystick waar de robotarm daarvoor mee bestuurd werd. Via technieken als CT, MRI en functionele MRI is het centraal zenuwstelsel op allerlei manieren af te beelden, vaak in relatie met het verrichten van bepaalde taken, waardoor de kennis van de lokalisatie en het verloop van allerlei processen in de laatste decennia enorm is toegenomen en nog steeds toeneemt. Niet alleen de specifieke gebieden maar ook hun onderlinge verbindingen, en netwerken kunnen met nieuwe technieken als tractografie in kaart worden gebracht (zie connectoom). Ook de ontcijfering van het totale menselijke genoom heeft veel nieuwe impulsen aan het onderzoek gegeven. Cognitieve neurowetenschap is een tak binnen de neurowetenschap waarbij getracht wordt een scherper inzicht te krijgen in de relatie tussen hersenfuncties en menselijke cognitie en gedrag.

## Hersenonderzoek

### Methoden
In het verleden richtte het onderzoek zich vooral op de anatomie van de hersenen. In de 19e eeuw bedacht Franz Joseph Gall de frenologie, oftewel "knobbelkunde". Hij dacht dat knobbels op de schedel te maken hadden met de functie van de hersenen eronder (bijvoorbeeld een talenknobbel).
Door het bestuderen van uitvalsverschijnselen bij patiënten met hersenletsel is men hersenfuncties gaan koppelen met hersengebieden.
Tegenwoordig gaat het hersenonderzoek vaak met behulp van hersenbeeldvormende technieken zoals CT, PET, MRI, fMRI en EEG.

### Wetenschap
Naast onderzoek van de hersenen van individuele patiënten met klachten vindt er ook fundamenteel-wetenschappelijk onderzoek plaats naar de hersenen van mens en dier. Het Nederlands Instituut voor Hersenonderzoek te Amsterdam, onderdeel van de Koninklijke Nederlandse Akademie van Wetenschappen, is daarvoor een, ook internationaal, belangrijk centrum. 

Para-sagittaal MRI beeld van het hoofd van een patiënt met benigne familiaire macrocefalie

## Prijs
Mensen die heden ten dage een bijzondere bijdrage leveren aan de neurowetenschappen, komen in aanmerking voor de Ariëns Kappers Medal.